# Arka Gdynia (piłka nożna)
Morski Związkowy Klub Sportowy Arka Gdynia – polski klub piłkarski grający od sezonu 2025/2026 w Ekstraklasie. Klub jest kontynuatorem tradycji sportowych takich zrzeszeń jak K.S. Gdynia, K.S. Kotwica czy RKS Arka, sięgających historią do 1929 roku, który uważany jest za oficjalną datę utworzenia klubu. Dwukrotny zdobywca Pucharu Polski (1979 i 2017), dwukrotny zdobywca Superpucharu Polski (2017 i 2018) oraz uczestnik Pucharu Zdobywców Pucharów (1979/1980) i eliminacji Ligi Europy (2017/2018). Finalista Pucharu Polski w sezonach 2017/2018 i 2020/2021.

## Historia

### Początki piłki nożnej w Gdyni
Historycy futbolu w większości są zgodni w kwestii uznania Arki Gdynia jako kontynuatora tradycji sportowych klubu K.S Gdynia założonego w roku 1929.
Dynamiczny rozwój miasta w połowie lat dwudziestych ubiegłego stulecia spowodowany budową portu zapoczątkował powstanie wielu organizacji sportowo-rekreacyjnych. W roku 1929 powstał Klub Sportowy Gdynia będący pierwszym tego rodzaju stowarzyszeniem w mieście. W 1934 roku, z inicjatywy Alfonsa Pomierskiego i Zygmunta Pozerskiego założono Klub Sportowy Kotwica, który w związku z rozpadem w 1937 r. KS Gdynia przyjął znaczną część piłkarzy poprzedniego klubu. W następnych latach Kotwica pełniła wiodącą rolę w piłkarstwie na Pomorzu, awansując do klasy A w 1938 roku. Debiutancki sezon okazał się niezwykle udany dla gdyńskiego zespołu, zajął on wówczas 3. miejsce ulegając jedynie bardziej doświadczonym drużynom Gryfa Toruń oraz Pomorzanina Toruń. Kolejny sezon oraz potencjalny rozwój klubu zostały przerwane przez wybuch II Wojny Światowej. 
Okres powojenny
KS Kotwica został ponownie zawiązany jesienią 1946 roku, jednak jego rola nie była już na tyle znacząca. W 1947 dokonana została fuzja klubów z rejonu gdyńskiego: ZKS. Kotwica, KS Portowiec oraz KS Marynarz. Zapoczątkowało to okres łączenia przeróżnych stowarzyszeń i klubów sportowych, w wyniku których powołano w 1946 roku Rybacki Klub Sportowy MIR, od którego wywodzi się dzisiejsza Arka. Inną istotną datą jest wiosna 1952 roku, kiedy powstało Koło Sportowe Kolejarz-Arka, wówczas po raz pierwszy w historii klubu użyta została nazwa „Arka”. 

### Lata 1953–1979
Rok 1953, to czas reform w polskiej piłce nożnej, wówczas uformowały się IV ligi wojewódzkie. Na podstawie reprezentowanego przez poszczególne kluby poziomu piłkarskiego skompletowano 10 zespołów walczących o mistrzostwo IV klasy rozgrywkowej na Pomorzu. KS Kolejarz „Arka” Gdynia, dzięki dobrej grze przez cały sezon liderowała tabeli i awansowała do III ligi. Oprócz występów w lidze międzywojewódzkiej, zespół Arki zadebiutował w rozgrywkach o Puchar Polski, gdzie pokonał ŁKS II Łódź 5-2, a w spotkaniu decydującym o awansie do 1/16 pucharu, w takim samym stosunku bramkowym Warmię Olsztyn.
W latach 1954–1964 klub grał między II a III ligą, nastąpiły również kolejne reorganizacje. W roku 1960 nazwę zespołu przekształcono na RKS Arka natomiast tuż przed rozpoczęciem rozgrywek II ligi w sezonie 1964/1965 klubowi nadano nazwę Morskiego Związkowego Klubu Sportowego Gdynia.
Pomimo nazwy MZKS Gdynia, kibice nadal używali nazwy „Arka”. Artykuł na ten temat opublikował „Głos Wybrzeża”, sugerując powrót do tradycyjnej nazwy argumentując to okrzykami kibiców na stadionie „Arka Gola!”. W rezultacie, poprzednia nazwa została przywrócona 9 maja 1972, od tej pory klub nosił miano: Morski Związkowy Klub Sportowy Arka Gdynia. Już w następnym sezonie 1973/1974 drużyna wywalczyła swój pierwszy w historii awans do Ekstraklasy.
W siódmą rocznicę nadania nazwy MZKS Arka Gdynia, 9 maja 1979 roku zespół zdobył Puchar Polski odnosząc w finale rozgrywek zwycięstwo 2-1 nad Wisłą Kraków po bramkach Janusza Kupcewicza i Tadeusza Krystyniaka. Arka wygrywając Puchar Polski stała się pierwszym zespołem piłki nożnej z Pomorza, któremu udało się odnieść taki sukces.
Zwycięstwo w Pucharze Polski w sezonie 1978/1979 uprawniło Arkę do udziału w Pucharze Zdobywców Pucharów. Arka w losowaniu par do 1/16 tych rozgrywek trafiła na bułgarską drużynę Beroe Stara Zagora. 19 września 1979 roku, Arka podjęła bułgarski zespół zwyciężając 3-2. Natomiast rewanż, który odbył się 3 października w Starej Zagorze, zakończył się porażką 0-2 i tym samym Arka odpadła z rozgrywek.

### Lata 80. i 90.
Trzy lata po historycznym sukcesie klubu – awansie do Pucharu Zdobywców Pucharów, Arka zajęła przedostatnie miejsce w Ekstraklasie i spadła do drugiej klasy rozgrywkowej. Okazało się, że był to początek słabszych lat dla klubu. Arka naprzemiennie rozgrywała swoje mecze w II lub III lidze, jednym z bardziej istotnych wydarzeń w tym okresie było zwycięstwo 2-1 nad Wisłą Tczew w regionalnym Pucharze Polski w 1990 roku. Na większe sukcesy przyszło kibicom poczekać aż do 2000 roku. Wówczas klub przestał rozgrywać swoje mecze na stadionie przy ulicy Ejsmonda 1 i przeniósł się na nowo wybudowany Stadion Miejski przy ul. Olimpijskiej 5, gdzie gra do dzisiaj po jego modernizacji w roku 2011.

### Lata 2005–2016
W sezonie 2004/2005 Arkowcy tracąc najmniej bramek spośród wszystkich drużyn, zajęli 3. miejsce w I lidze i po 23 latach awansowali do Ekstraklasy.
Jednak w kolejnym sezonie, po udanej rundzie jesiennej działacze klubu usłyszeli wraz z innymi pięcioma drużynami zarzuty o udziale w aferze korupcyjnej, która wstrząsnęła polską piłką. 22 marca 2007 roku klub został zawieszony we wszystkich rozgrywkach na jeden miesiąc uniemożliwiając Arce walkę o punkty w lidze czy o półfinał Pucharu Ekstraklasy (w pierwszym ćwierćfinałowym meczu przeciwko Wiśle Płock padł remis 1-1). Późniejszą decyzją, po przeprowadzeniu dochodzenia, zespół został zdegradowany do I ligi, otrzymał 200 tys. złotych kary i pięć punktów minusowych na start następnego sezonu. Mimo tego, iż zespół niezależnie od zajętej lokaty miał zostać zdegradowany, podopieczni Wojciecha Stawowego wywalczyli 11. miejsce w sezonie.
Pomimo tego, iż spadek zazwyczaj wiąże się z ogromnymi problemami finansowo-organizacyjnymi, Arka dzięki właścicielowi Ryszardowi Krauze oraz trenerowi Stawowemu mogła walczyć o powrót do Ekstraklasy w dobrych warunkach. Udało się zatrzymać sztab trenerski i większość zawodników, Arka startowała w 1 lidze w roli jednego z faworytów do awansu i po udanym sezonie – ze zmianą trenera w tle (Wojciecha Stawowego zastąpił Robert Jończyk) drużyna awansowała ponownie do Ekstraklasy.

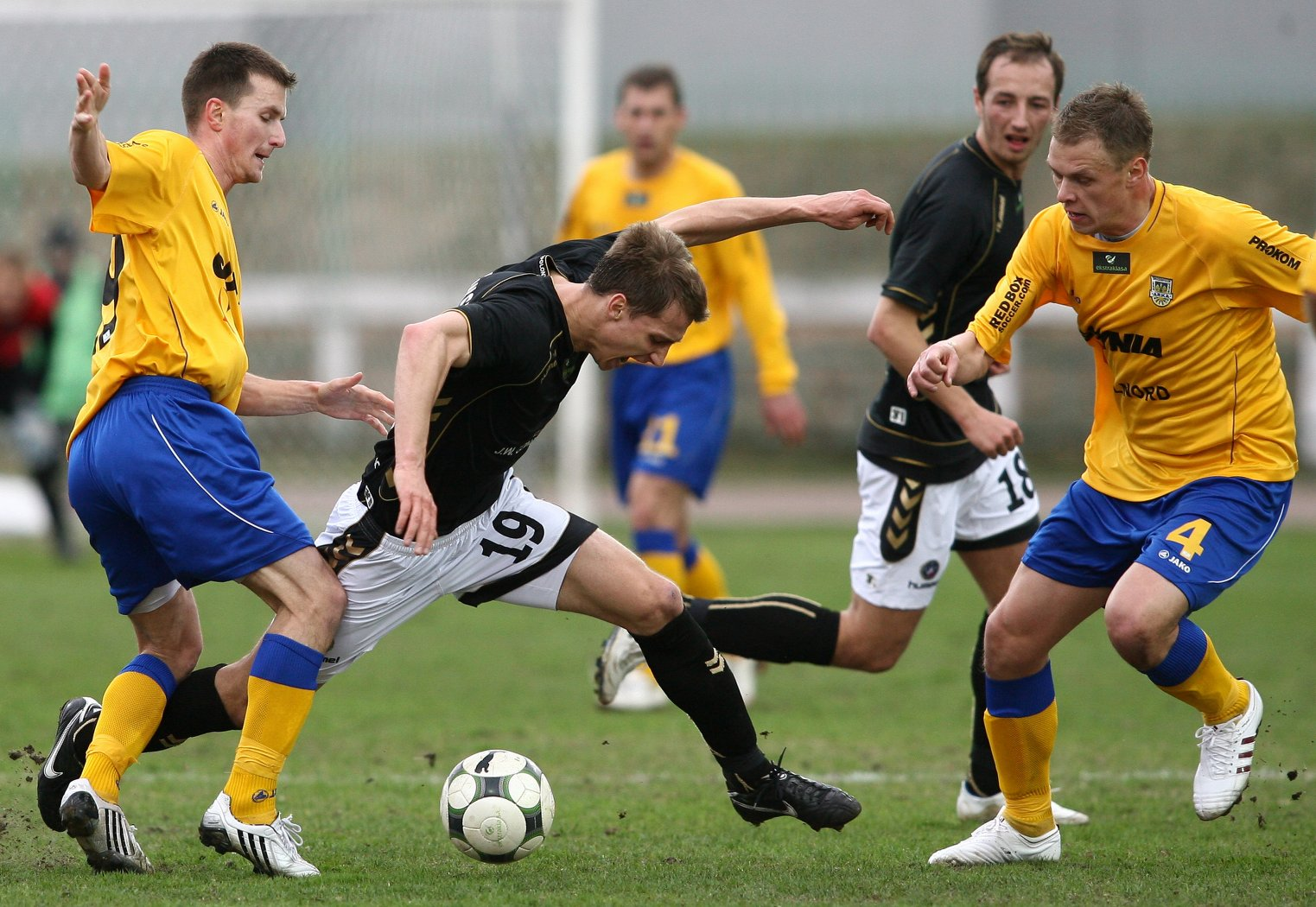
Mecz ligowy Polonii Warszawa i Arki Gdynia w sezonie 2009/2010

Po rozegraniu trzech pełnych sezonów w Ekstraklasie, klub na kolejne cztery lata musiał pogodzić się z grą na drugim poziomie rozgrywek, gdzie poczynając od sezonu 2011/2012 zajmował kolejno: 7., 5., 4. i 10. miejsce, by ostatecznie na finiszu rozgrywek sezonu 2015/2016 wywalczyć awans na najwyższy szczebel rozgrywkowy.

### Sezon 2016/2017
Ten sezon przyniósł Arce kolejne sukcesy. Drużyna będąca beniaminkiem Ekstraklasy, zdołała utrzymać się w lidze oraz po raz drugi w historii klubu zwyciężyć w Pucharze Polski, pokonując w doliczonym czasie gry Lecha Poznań 2-1. Zwycięstwo to umożliwiło grę w III rundzie eliminacji Ligi Europy, co po występie w Pucharze Zdobywców Pucharów było drugim tak istotnym wydarzeniem w klubowej historii. Tuż przed rozpoczęciem sezonu 2017/2018 żółto-niebiescy zdołali również pokonać mistrza kraju – Legię Warszawa w karnych 4-2 (1-1), w walce o Superpuchar Polski stając się jedną z najbardziej utytułowanych drużyn piłkarskich z Pomorza.

### Od 2017 roku
W sezonie 2017/2018 Arka po raz drugi z rzędu awansowała do finału Pucharu Polski, gdzie trafiła na Legię Warszawa. Klub z Gdyni przegrał 1-2 (0-2) i nie zdołał obronić tytułu. Pomimo tego, Arka zagrała w Superpucharze Polski (Legia zdobyła tytuł mistrza Polski oraz wygrała Puchar Polski), gdzie pokonała Legię Warszawa 3-2 (3-2) i zdobyła ten puchar po raz drugi.
Następne lata nie przyniosły Arce szczególnych sukcesów. Sezony 2018/2019 i 2019/2020 żółto-niebiescy ukończyli na 15. miejscu w lidze, przez co w tym drugim drużyna spadła do 1 ligi. W sezonie 2020/2021, klubowi udało się po raz czwarty wywalczyć finał Pucharu Polski. Arka zmierzyła się tam z Rakowem Częstochowa i przegrała 1-2 (0-0).
W sezonie 2024/2025 Arka wywalczyła awans do Ekstraklasy po wygranej 2:1 z Bruk-Betem Termalicą Nieciecza. Po zwycięstwie 3:0 ze Stalą Stalowa Wola przypieczętowała zwycięstwo I ligi.

### Nazwy historyczne klubu
Źródło
| Rok           | Nazwa                      | Fuzje i połączenia   | Opis                                                                      |
| ------------- | -------------------------- | -------------------- | ------------------------------------------------------------------------- |
| 1929          | KS Gdynia                  |                      |                                                                           |
| 1937          | KS Gdynia                  | Union Gdynia         | Union rozwiązany po rundzie jesiennej, gracze przeszli do KS Gdynia       |
| 1937          | KS Gdynia                  | Rozwiązanie klubu    | Większość piłkarzy zasiliła KS Kotwica                                    |
| 14.06.1946    | KS MIR                     |                      | Rybacki Klub Sportowy Morski Instytut Rybacki Gdynia                      |
| czerwiec 1949 | KS Spójnia Gdynia          | Fuzja i zmiana nazwy | RKS MIR + KS Gastronomia + Spółdzielczy KS                                |
| 1950          | ZS Spójnia-Wybrzeże Gdynia | Fuzja z Wybrzeżem    | Mecze rozgrywano w Gdańsku                                                |
| 1951          | ZS Spójnia-Wybrzeże Gdynia | Rozwiązanie klubu    | Klub został rozwiązany, a zawodnicy przeniesieni do KS Kolejarz Gdynia    |
| wiosna 1952   | KS Arka Gdynia             | Koło Sportowe        | Z KS Kolejarz Gdynia wyodrębniło się Koło sportowe Kolejarz „Arka” Gdynia |
| 1955          | RKS Arka Gdynia            | Zmiana nazwy         | Rybacki Klub Sportowy Arka Gdynia                                         |
|               | RKS Arka Gdynia            | KS Ogniwo            | Klub rozwiązany i przejęty przez RKS Arka                                 |
| 1958          | RKS Arka Gdynia            | KS Budowlani         | Klub rozwiązany i przejęty przez RKS Arka                                 |
| 1.01.1964     | RKS Arka Gdynia            | KS Dalmor            | Klub rozwiązany i przejęty przez RKS Arka                                 |
| 8.03.1964     | MZKS Gdynia                | Fuzja z RKS Doker    | Morski Związkowy Klub Sportowy Gdynia                                     |
| 9.05.1972     | MZKS Arka Gdynia           | Zmiana nazwy         | Morski Związkowy Klub Sportowy Arka Gdynia                                |
| 18.09.1991    | HTM Arka Gdynia            | Zmiana nazwy         | Harmon-Tomas-Maraton Arka Gdynia                                          |
| 1997          | Janbud Arka Gdynia         | Zmiana nazwy         | Klub występował pod nazwą sponsora                                        |
| 1998          | Amber Arka Gdynia          | Zmiana nazwy         | Klub występował pod nazwą sponsora                                        |
| 1998          | MGKS Arka Gdynia           | Zmiana nazwy         | Morski Gdyński Klub Sportowy Arka Gdynia                                  |
| 2000          | SSA Prokom Arka Gdynia     | Zmiana nazwy         | Sportowa Spółka Akcyjna Prokom Arka Gdynia                                |
| 2008          | MZKS Polnord Arka          | Zmiana nazwy         | Morski Związkowy Klub Sportowy Polnord Arka Gdynia                        |
| 2009          | MZKS Arka                  | Zmiana nazwy         | Morski Związkowy Klub Sportowy Arka Gdynia                                |

### Historyczne mecze

#### Arka Gdynia – Wisła Kraków
| 9 maja 1979 | Arka Gdynia · Janusz Kupcewicz 50' · Tadeusz Krystyniak 60' (k) | 2–10–1 | Wisła Kraków · 16' Kazimierz Kmiecik | Stadion MOSiR w Lublinie Widzów: 15 000 Sędzia: Alojzy Jarguz |
|             |                                                                 |        |                                      |                                                               |

#### Arka Gdynia – Beroe Stara Zagora (1979)
| 19 września 1979 | Arka Gdynia · Wiesław Kwiatkowski 23' · Tomasz Korynt 47' 54' | 3–21–1 | Beroe Stara Zagora · 42' Petko Petkov · 62' Lipenski | Stadion Arki przy Ejsmonda 1 Widzów: 20 000 |
|                  |                                                               |        |                                                      |                                             |

#### Beroe Stara Zagora – Arka Gdynia
| 3 października 1979 | Beroe Stara Zagora · Stojanov 33' · Petko Petkov 36' | 2–0 | Arka Gdynia | Stadion Miejski w Starej Zagorze Widzów: 15 000 |
|                     |                                                      |     |             |                                                 |

#### Arka Gdynia – West Ham United
Źródło
| 27 października 2009 | Arka Gdynia · Filip Burkhardt 69' · Bartosz Ława 87' | 2–20–1 | West Ham United FC · 9' Terry Dixon · 62' Fabio Daprelà | Stadion GOSiR Widzów: 9 000 Sędzia: Tomasz Cwalina |
|                      |                                                      |        |                                                         |                                                    |

#### Arka Gdynia – Beroe Stara Zagora (2011)
| 19 lutego 2011 | Arka Gdynia · Emil Noll 90' | 1–10–0 | Beroe Stara Zagora · 64' Evgeni Yordanov | Stadion GOSiR Widzów: 13 900 |
|                |                             |        |                                          |                              |

#### Lech Poznań – Arka Gdynia (2017)
| 2 maja 2017 | Lech Poznań · Łukasz Trałka 117' | 1–2 (p.d.)0–0 | Arka Gdynia · 107' Rafał Siemaszko · 111' Luka Zarandia | Stadion Narodowy w Warszawie Widzów: 43 760 Sędzia: Tomasz Musiał |
|             |                                  |               |                                                         |                                                                   |

#### Legia Warszawa – Arka Gdynia (2017)
| 7 lipca 2017                                                                        | Legia Warszawa · Thibault Moulin 27' | 1–1 k. 3:41–1                                                     | Arka Gdynia · 20' (sam.) Michał Pazdan | Stadion Wojska Polskiego Widzów: 26 756 Sędzia: Szymon Marciniak |
|                                                                                     |                                      |                                                                   |                                        |                                                                  |
|                                                                                     |                                      | Rzuty karne                                                       |                                        |                                                                  |
| Mateusz Szwoch · Thibault Moulin · Guilherme · Maciej Dąbrowski · Michał Kopczyński |                                      | Marcin Warcholak · Dawid Sołdecki · Damian Zbozień · Rubén Jurado |                                        |                                                                  |

#### Legia Warszawa – Arka Gdynia (2018)
| 14 lipca 2018 | Legia Warszawa · Andrij Bohdanow 2' (sam.) · Chris Philipps 30' | 2–3 | Arka Gdynia · 19' Luka Zarandia · 39' Andrij Bohdanow · 45+2' Michał Janota | Stadion Wojska Polskiego Widzów: 17 419 Sędzia: Mariusz Złotek |
|               |                                                                 |     |                                                                             |                                                                |

#### Raków Częstochowa – Arka Gdynia (2021)
Źródło
| 2 maja 2021 16:00 | Raków Częstochowa · Ivi López 81' · David Tijanić 89' | 2:1 | Arka Gdynia · 57' Mateusz Żebrowski | Arena Lublin, Lublin Widzów: 0 Sędzia: Paweł Gil |
|                   |                                                       |     |                                     |                                                  |

## Obecny skład
Stan na 18 lipca 2024
| Nr | Poz. | Piłkarz                |
| -- | ---- | ---------------------- |
| 1  | BR   | Paweł Lenarcik         |
| 2  | OB   | Marc Navarro           |
| 4  | OB   | Martin Dobrotka        |
| 7  | NA   | Szymon Sobczak         |
| 9  | PO   | Tornike Gaprindaszwili |
| 10 | NA   | Karol Czubak           |
| 11 | PO   | Hubert Adamczyk        |
| 13 | OB   | Ołeksandr Azacki       |
| 14 | PO   | Hide Vitalucci         |
| 16 | PO   | Adam Ratajczyk         |
| 19 | PO   | Michał Rzuchowski      |
| 20 | PO   | Michał Borecki         |
| 21 | PO   | Kacper Skóra           |
| 23 | OB   | Kike Hermoso           |
| 27 | PO   | João Oliveira          |

| Nr | Poz. | Piłkarz               |
| -- | ---- | --------------------- |
| 28 | PO   | Wojciech Zieliński    |
| 29 | OB   | Michał Marcjanik      |
| 30 | BR   | Mateusz Derc          |
| 31 | PO   | Jakub Staniszewski    |
| 32 | OB   | Przemysław Stolc      |
| 33 | BR   | Konrad Krzebietke     |
| 34 | NA   | Wiktor Sawicki        |
| 35 | PO   | Kamil Jakubczyk       |
| 36 | OB   | Miłosz Kaczmarek      |
| 38 | OB   | Kamil Górecki         |
| 39 | OB   | Kasjan Lipkowski      |
| 55 | PO   | Janusz Gol            |
| 77 | BR   | Damian Węglarz        |
| 94 | OB   | Dawid Gojny (kapitan) |

### Piłkarze na wypożyczeniu
Stan na 18 lipca 2024
| Nr | Poz. | Piłkarz                                                |
| -- | ---- | ------------------------------------------------------ |
|    | BR   | Paweł Depka (wypożyczony do Olimpii Grudziądz)         |
|    | PO   | Marcel Predenkiewicz (wypożyczony do Polonii Warszawa) |
|    | NA   | Marcel Szymański (wypożyczony do KKS-u 1925 Kalisz)    |

## Sztab szkoleniowy
Stan na 30 kwietnia 2025
| Funkcja                                         | Imię i nazwisko     |
| ----------------------------------------------- | ------------------- |
| Trener                                          | Dawid Szwarga       |
| I Asystent trenera                              | Tomasz Włodarek     |
| Asystent trenera                                | Jakub Frydrych      |
| Asystent trenera                                | Rafał Figiel        |
| Trener bramkarzy                                | Maciej Borowski     |
| Trener przygotowania motorycznego               | Kamil Migdał        |
| Trener przygotowania motorycznego i diagnostyki | Łukasz Radzimiński  |
| Koordynator sztabu medycznego                   | Jordan Kordykiewicz |
| Specjalista odnowy biologicznej                 | Mateusz Gołaszewski |
| Kierownik drużyny                               | Paweł Bednarczyk    |
| Asystent Kierownika Drużyny                     | Tomasz Plaskaty     |
| Kitman                                          | Serhij Tytarenko    |
| Lekarz                                          | Marcin Ostrowski    |

## Reprezentanci w barwach Arki
Stan na 19 czerwca 2024
Wytłuszczono piłkarzy, którzy grali w klubie, występując w reprezentacji kraju.
- Zygmunt Gadecki – 5 meczów (1960)
- Adam Musiał – 34 mecze (1968-1974)
- Andrzej Szarmach – 61 meczów (1973-1982)
- Stanisław Burzyński – 2 mecze (1976)
- Czesław Boguszewicz – 5 meczów (1976-1977)
- Janusz Kupcewicz – 20 meczów (1976-1983)
- Jan Erlich – 2 mecze (1977)
- Tomasz Korynt – 1 mecz (1979)
- Krzysztof Adamczyk – 3 mecze (1980-1981)
- Mirosław Tłokiński – 2 mecze (1981-1983)
- Piotr Rzepka – 7 meczów (1981-1989)
- Dariusz Fornalak – 2 mecze (1989)
- Aaran Lines – 31 meczów (1998-2004)
- Bartosz Karwan – 22 mecze (1998-2005)
- Krzysztof Piskuła – 1 mecz (1999)
- Olgierd Moskalewicz – 1 mecz (2000)
- Ervin Skela – 74 mecze (2000-2011)
- Andrzej Bledzewski – 1 mecz (2002)
- Tomasz Mazurkiewicz – 1 mecz (2003)
- Marcin Radzewicz – 2 mecze (2003)
- Tomasz Jarzębowski – 2 mecze (2003-2004)
- Stojko Sakaliew – 4 mecze (2003-2004)
- Maciej Scherfchen – 2 mecze (2004-2006)
- Bartosz Ślusarski – 2 mecze (2005)
- Dariusz Żuraw – 1 mecz (2005)
- Junior Ross – 11 meczów (2005-2013)
- Adrian Budka – 1 mecz (2006)
- Rafał Grzelak – 1 mecz (2006-2007)
- Tadas Labukas – 18 meczów (2006-2012)
- Rafał Murawski – 46 meczów (2006-2012)
- Piotr Madejski – 1 mecz (2007)
- Piotr Kuklis – 2 mecze (2007-2008)
- Omar Jarun – 15 meczów (2007-2014)
- Enrique Esqueda – 9 meczów (2007-2015)
- Antoni Łukasiewicz – 2 mecze (2008-2009)
- Siarhiej Krywiec – 27 meczów (2008-2016)
- Adam Danch – 2 mecze (2008-2012)
- Martin Dobrotka – 1 mecz (2009)
- Janusz Gol – 8 meczów (2010-2012)
- Mirko Iwanowski – 27 meczów (2010-2015)
- Maciej Jankowski – 1 mecz (2011)
- Bartosz Rymaniak – 1 mecz (2012)
- Goran Cvijanović – 4 mecze (2012-2014)
- Andrij Bohdanow – 1 mecz (2013)
- Adam Marciniak – 2 mecze (2013)
- Pāvels Šteinbors – 31 meczów (2015-)
- Dawit Schirtladze – 4 mecze (2016-2017)
- Luka Zarandia – 2 mecze (2018)
- Omran Haydary – 16 meczów (2018-)
- Elhadji Pape Diaw – 1 mecz (2019)
- Aleksandyr Kolew – 6 meczów (2023-)

## Sukcesy

### Krajowe
| Rozgrywki          | Osiągnięcie | Razy | Sezon(y) |
| ------------------ | ----------- | ---- | --- |
| Mistrzostwo        | I miejsce   | 0    | |
| Mistrzostwo        | II miejsce  | 0    | |
| Mistrzostwo        | III miejsce | 0    | |
| Występy Ligowe     | Ekstraklasa | 16   | 1974/1975, 1976/1977, 1977/1978, 1978/1979, 1979/1980, 1980/1981, 1981/1982, 2005/2006, 2006/2007, 2008/2009, 2009/2010, 2010/2011, 2016/2017, 2017/2018, 2018/2019, 2019/2020 |
| Występy Ligowe     | I liga      | 34   | |
| Puchar Polski      | zdobywca    | 2    | 1978/1979, 2016/2017 |
| Puchar Polski      | finalista   | 2    | 2017/2018, 2020/2021 |
| Superpuchar        | zdobywca    | 2    | 2017, 2018 |
| Superpuchar        | finalista   | 0    | |
| Puchar Ekstraklasy | półfinał    | 1    | 2008/2009 |
| Puchar Ekstraklasy | finalista   | 0    | |

- Arka w tabeli wszech czasów Ekstraklasy zajmuje 27. miejsce, a w tabeli wszech czasów I ligi 1. miejsce.
- Mistrzostwa Polski juniorów starszych:
  - 1. miejsce (1): 2012
  - 2. miejsce (3): 1959, 2013, 2022
  - 3. miejsce (2): 1956, 2009
- Mistrzostwa Polski juniorów młodszych:
  - 2. miejsce (2): 1956, 2010

### Europejskie puchary
Legenda do wszystkich tabel:
- Q – runda eliminacyjna, 1/16, 1/8, 1/4, 1/2 – odpowiednia faza rozgrywek, Grupa – runda grupowa, 1r gr – pierwsza runda grupowa, 2r gr – druga runda grupowa, F – finał, R – runda, PO – play-off
- k. – rzuty karne, los. – losowanie, Dogr. – dogrywka, w. – zasada bramek strzelonych na wyjeździe

| Sezon   | Rozgrywki                 | Runda | Przeciwnik         | Dom | Wyjazd | Ogólnie |
| ------- | ------------------------- | ----- | ------------------ | --- | ------ | ------- |
| 1979/80 | Puchar Zdobywców Pucharów | 1R    | Beroe Stara Zagora | 3–2 | 0–2    | 3–4     |
| 2017/18 | Liga Europy               | 3Q    | FC Midtjylland     | 3–2 | 1–2    | 4–4, w. |

## Bilans ligowy

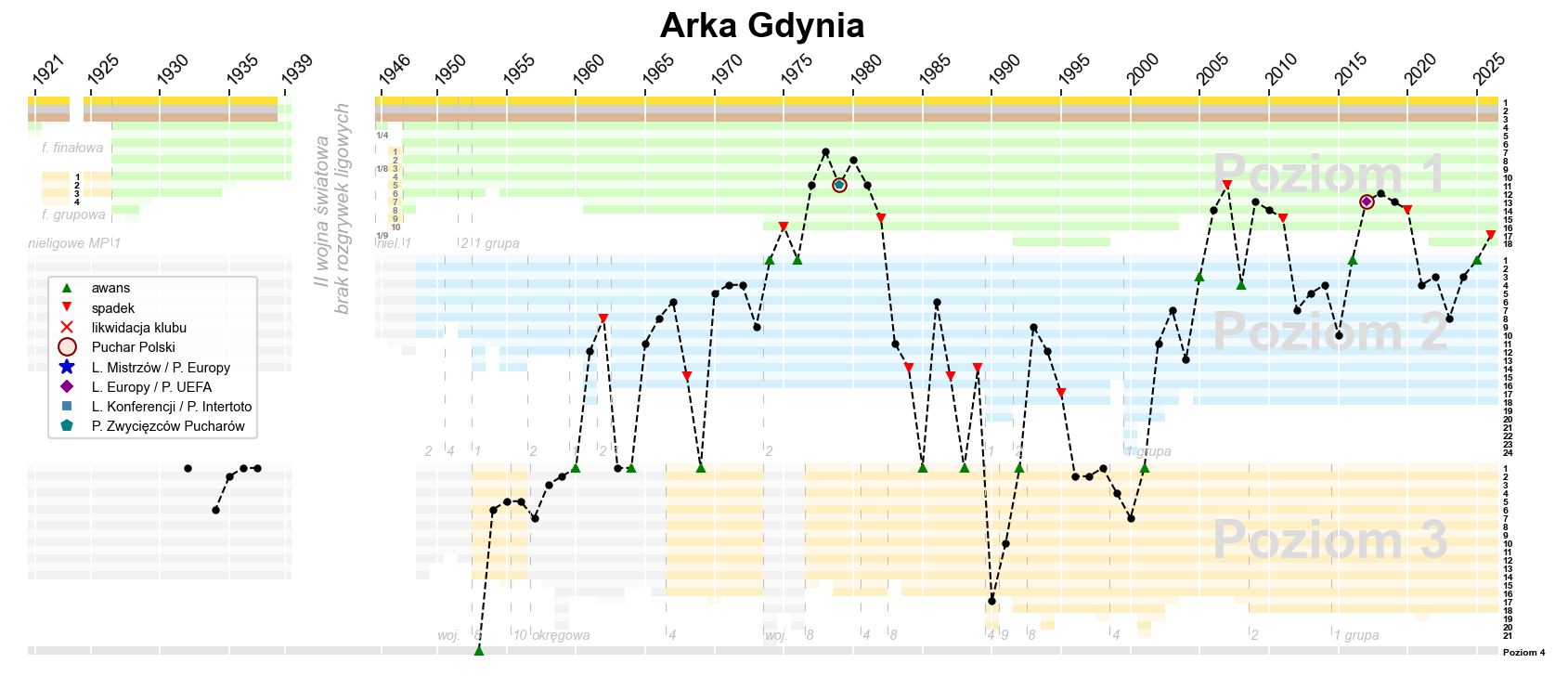
Historia występów Arki Gdynia w rozgrywkach ligowych

| Protoplasta Klub Sportowy Gdynia             |                    |                    |                    |                    |              |                     |              |              |              |                     |                                                 |                                      |
| Poziomy ozgrywkowe                           | Poziomy ozgrywkowe | Poziomy ozgrywkowe | Poziomy ozgrywkowe | Poziomy ozgrywkowe | Sezony, opis | Sezony, opis        | Sezony, opis | Sezony, opis | Sezony, opis | Sezony, opis        | Sezony, opis                                    | Sezony, opis                         |
| I                                            | II                 | III                | IV                 | V                  | Sezon        | Liga                | Poz.         | Pkt.         | Bramki       | Z/R/P               | Uwagi                                           | Nazwa                                |
| L                                            | A                  | B                  | C                  |                    | 1929         |                     |              |              |              |                     |                                                 | KS Gdynia                            |
| L                                            | A                  | B                  | C                  |                    | 1930         |                     |              |              |              |                     |                                                 | KS Gdynia                            |
| L                                            | A                  | B                  | C                  |                    | 1931         |                     |              |              |              |                     |                                                 | KS Gdynia                            |
| L                                            | A                  | B                  | C                  |                    | 1932         | Klasa B gr. Morska  | 1            |              |              |                     | Przegrane baraże o kl. A                        | KS Gdynia                            |
| L                                            | A                  | B                  | C                  |                    | 1933         | Klasa B             | b.d.         |              |              |                     |                                                 | KS Gdynia                            |
| L                                            | A                  | B                  | C                  |                    | 1934         | Klasa B             | b.d.         |              |              |                     |                                                 | KS Gdynia                            |
| L                                            | A                  | B                  | C                  |                    | 1935         | Klasa B gr. IV      | 2            |              |              |                     |                                                 | KS Gdynia                            |
| L                                            | A                  | B                  | C                  |                    | 1936         | Klasa B             | 1(6)         |              |              |                     | Przegrane eliminacje do kl. A                   | KS Gdynia                            |
| L                                            | A                  | B                  | C                  |                    | 1936/37      | Klasa B             | 1(6)         |              |              |                     | Przegrane eliminacje do kl. A Rozwiązanie klubu | KS Gdynia                            |
| L                                            | A                  | B                  | C                  |                    | 1937/38      |                     |              |              |              |                     |                                                 |                                      |
| L                                            | A                  | B                  | C                  |                    | 1938/39      |                     |              |              |              |                     |                                                 |                                      |
|                                              |                    |                    |                    |                    | 1940-1945    | 1940-1945           |              |              |              |                     | Przerwa w rozgrywkach z powodu wojny            | Przerwa w rozgrywkach z powodu wojny |
| Okres fuzji i przekształceń klubów gdyńskich |                    |                    |                    |                    |              |                     |              |              |              |                     |                                                 |                                      |
| MP                                           | MO                 |                    |                    |                    | 1945         |                     |              |              |              |                     |                                                 |                                      |
| MP                                           | A                  |                    |                    |                    | 1946         |                     |              |              |              |                     |                                                 | RKS MIR                              |
| MP                                           | A                  | B                  |                    |                    | 1947         |                     |              |              |              |                     |                                                 | RKS MIR                              |
| MP                                           | A                  | B                  |                    |                    | 1948         |                     |              |              |              |                     |                                                 | RKS MIR                              |
| 1                                            | 2                  | A                  | B                  | C                  | 1948/49      |                     |              |              |              |                     |                                                 | RKS MIR                              |
| 1                                            | 2                  | A                  | B                  | C                  | 1949/50      |                     |              |              |              |                     |                                                 | KS Spójnia                           |
| 1                                            | 2                  | A                  | B                  | C                  | 1950/51      |                     |              |              |              |                     | Spójnia-Wybrzeże                                | Spójnia-Wybrzeże                     |
| Klub Sportowy Kolejarz Arka Gdynia           |                    |                    |                    |                    |              |                     |              |              |              |                     |                                                 |                                      |
| 1                                            | 2                  | 1KW                | 2KW                | 3KW                | 1952         | I Kl. Woj. (gr. II) |              |              |              |                     | Reorganizacja ligi po sezonie                   | KS Kolejarz Arka                     |
| 1                                            | 2                  | 3                  | A                  | B                  | 1953         | Klasa A             | 1(10)        | 28           | 59:27        | b.d.                | Wejście                                         | KS Kolejarz Arka                     |
| 1                                            | 2                  | 3                  | A                  | B                  | 1954         | III Liga            | 6(9)         | 13           | 27:36        | b.d.                |                                                 | KS Kolejarz Arka                     |
| 1                                            | 2                  | 3                  | A                  | B                  | 1955         | III Liga            | 5(12)        | 23           | 63:43        | b.d.                |                                                 | RKS Arka                             |
| 1                                            | 2                  | 3                  | A                  | B                  | 1956         | III Liga            | 5(12)        | 22           | 25:27        | b.d.                |                                                 | RKS Arka                             |
| 1                                            | 2                  | O                  | A                  | B                  | 1957         | Klasa Okręgowa      | 7(10)        | 16           | 27:30        | b.d.                |                                                 | RKS Arka                             |
| 1                                            | 2                  | O                  | A                  | B                  | 1958         | Klasa Okręgowa      | 3(10)        | 22           | 27:23        | 8/4/5               |                                                 | RKS Arka                             |
| 1                                            | 2                  | O                  | A                  | B                  | 1959         | Klasa Okręgowa      | 2(10)        | 31           | 69:11        | b.d.                |                                                 | RKS Arka                             |
| 1                                            | 2                  | O                  | A                  | B                  | 1960         | Klasa Okręgowa      | 1(10)        | 30           | 58:11        | b.d.                | Baraże o II Ligę                                | RKS Arka                             |
| 1                                            | 2                  | O                  | A                  | B                  | 1961         | II Liga             | 12(18)       | 30           | 61:70        | 12/6/16             |                                                 | RKS Arka                             |
| 1                                            | 2                  | O                  | A                  | B                  | 1962         | II Liga             | 8(8)         | 5            | 16:33        | 1/3/10              | [ 22 ]                                          | RKS Arka                             |
| 1                                            | 2                  | O                  | A                  | B                  | 1962/63      | Klasa Okręgowa      | 1(13)        | 44           | b.d.         | b.d.                | Przegrane baraże                                | RKS Arka                             |
| 1                                            | 2                  | O                  | A                  | B                  | 1963/64      | Klasa Okręgowa      | 1(12)        | 42           | b.d.         | b.d.                | Wygrane baraże                                  | MZKS                                 |
| 1                                            | 2                  | O                  | A                  | B                  | 1964/65      | II Liga             | 11(16)       | 28           | 31:39        | 10/8/12             |                                                 | MZKS Gdynia                          |
| 1                                            | 2                  | O                  | A                  | B                  | 1965/66      | II Liga             | 8(16)        | 30           | 31:42        | 10/10/10            | Reorganizacja ligi po sezonie                   | MZKS Gdynia                          |
| 1                                            | 2                  | 3                  | O                  | A                  | 1966/67      | II Liga             | 6(16)        | 32           | 32:35        | 12/8/10             |                                                 | MZKS Gdynia                          |
| 1                                            | 2                  | 3                  | O                  | A                  | 1967/68      | II Liga             | 15(16)       | 22           | 21:38        | 6/10/14             | Zejście                                         | MZKS Gdynia                          |
| 1                                            | 2                  | 3                  | O                  | A                  | 1968/69      | III Liga            | 1(16)        | 48           | 65:17        | b.d.                |                                                 | MZKS Gdynia                          |
| 1                                            | 2                  | 3                  | O                  | A                  | 1969/70      | II Liga             | 5(16)        | 33           | 32:28        | 13/7/10             |                                                 | MZKS Gdynia                          |
| 1                                            | 2                  | 3                  | O                  | A                  | 1970/71      | II Liga             | 4(16)        | 33           | 36:27        | 11/11/8             |                                                 | MZKS Gdynia                          |
| 1                                            | 2                  | 3                  | O                  | A                  | 1971/72      | II Liga             | 4(16)        | 33           | 42:25        | 13/7/10             |                                                 | MZKS Arka                            |
| 1                                            | 2                  | 3                  | O                  | A                  | 1972/73      | II Liga             | 9(16)        | 28           | 25:26        | 8/12/10             | Reorganizacja ligi po sezonie                   | MZKS Arka                            |
| 1                                            | 2                  | O                  | A                  | B                  | 1973/74      | II Liga gr. płn.    | 1(16)        | 44           | 33:16        | 17/10/3             | Wejście                                         | MZKS Arka                            |
| 1                                            | 2                  | KW                 | KMP                | KP                 | 1974/75      | I Liga              | 16(16)       | 26           | 26:45        | 8/10/12             | Zejście                                         | MZKS Arka                            |
| 1                                            | 2                  | KW                 | KMP                | KP                 | 1975/76      | II Liga gr. płn.    | 1(16)        | 47           | 53:14        | 20/7/3              | Wejście                                         | MZKS Arka                            |
| 1                                            | 2                  | 3                  | A                  | B                  | 1976/77      | I Liga              | 11(16)       | 27           | 27:32        | 10/7/13             |                                                 | MZKS Arka                            |
| 1                                            | 2                  | 3                  | A                  | B                  | 1977/78      | I Liga              | 7(16)        | 30           | 30:35        | 11/8/11             |                                                 | MZKS Arka                            |
| 1                                            | 2                  | 3                  | A                  | B                  | 1978/79      | I Liga              | 11(16)       | 29           | 29:35        | 11/7/12             | Puchar Polski                                   | MZKS Arka                            |
| 1                                            | 2                  | 3                  | A                  | B                  | 1979/80      | I Liga              | 8(16)        | 31           | 35:32        | 13/5/12             |                                                 | MZKS Arka                            |
| 1                                            | 2                  | 3                  | O                  | A                  | 1980/81      | I Liga              | 11(16)       | 28           | 40:42        | 9/10/11             |                                                 | MZKS Arka                            |
| 1                                            | 2                  | 3                  | O                  | A                  | 1981/82      | I Liga              | 15(16)       | 22           | 16:37        | 7/8/15              | Zejście                                         | MZKS Arka                            |
| 1                                            | 2                  | 3                  | O                  | A                  | 1982/83      | II Liga             | 11(16)       | 29           | 24:28        | 10/9/11             |                                                 | MZKS Arka                            |
| 1                                            | 2                  | 3                  | O                  | A                  | 1983/84      | II Liga             | 14(16)       | 25           | 29:36        | 8/7/14              | Zejście                                         | MZKS Arka                            |
| 1                                            | 2                  | 3                  | O                  | A                  | 1984/85      | III Liga            | 1(14)        | 41           | 51:11        | b.d.                | Wejście                                         | MZKS Arka                            |
| 1                                            | 2                  | 3                  | O                  | A                  | 1985/86      | II Liga             | 6(16)        | 30           | 24:30        | 10/10/10            |                                                 | MZKS Arka                            |
| 1                                            | 2                  | 3                  | O                  | A                  | 1986/87      | II Liga             | 15(16)       | 17           | 21:43        | 5/10/15 (0)/(0)/(3) | Zejście                                         | MZKS Arka                            |
| 1                                            | 2                  | 3                  | O                  | A                  | 1987/88      | III Liga            | 1(14)        | 46           | 55:14        | b.d.                | Wejście                                         | MZKS Arka                            |
| 1                                            | 2                  | 3                  | O                  | A                  | 1988/89      | II Liga             | 13(16)       | 17           | 23:46        | 6/9/15 (1)/0/(5)    | Reorganizacja ligi                              | MZKS Arka                            |
| 1                                            | 2                  | 3                  | O                  | A                  | 1989/90      | III Liga            | 17(20)       | 27           | 38:59        | 10/10/18            |                                                 | MZKS Arka                            |
| 1                                            | 2                  | 3                  | O                  | A                  | 1990/91      | III Liga            | 10(16)       | 31           | 24:29        | b.d.                |                                                 | MZKS Arka                            |
| 1                                            | 2                  | 3                  | O                  | A                  | 1991/92      | III Liga            | 1(16)        | 49           | 57:10        | b.d.                | Wejście                                         | H-T-M Arka                           |
| 1                                            | 2                  | 3                  | O                  | A                  | 1992/93      | II Liga             | 9(18)        | 32           | 31:39        | 12/8/14             |                                                 | H-T-M Arka                           |
| 1                                            | 2                  | 3                  | O                  | A                  | 1993/94      | II Liga             | 12(18)       | 31           | 38:56        | 11/9/14             |                                                 | H-T-M Arka                           |
| 1                                            | 2                  | 3                  | O                  | A                  | 1994/95      | II Liga             | 17(18)       | 24           | 20:52        | 7/10/17             | Zejście                                         | H-T-M Arka                           |
| 1                                            | 2                  | 3                  | O                  | A                  | 1995/96      | III Liga            | 2(18)        | 74           | 61:26        | 23/5/6              |                                                 | H-T-M Arka                           |
| 1                                            | 2                  | 3                  | 4                  | O                  | 1996/97      | III Liga            | 2(18)        | 66           | 60:21        | 20/6/6              |                                                 | H-T-M Arka                           |
| 1                                            | 2                  | 3                  | 4                  | O                  | 1997/98      | III Liga            | 1(18)        | 78           | 87:23        | 25/3/6              | Przegrane baraże o II ligę                      | Janbud Arka                          |
| 1                                            | 2                  | 3                  | 4                  | O                  | 1998/99      | III Liga            | 4(18)        | 56           | 48:27        | 15/11/8             |                                                 | Amber Arka / M.G.K.S Arka            |
| 1                                            | 2                  | 3                  | 4                  | O                  | 1999/00      | III Liga            | 7(18)        | 49           | 38:34        | 12/13/9             |                                                 | M.G.K.S Arka                         |
| 1                                            | 2                  | 3                  | 4                  | O                  | 2000/01      | III Liga            | 1(18)        | 83           | 69:23        | 23/14/3             | Wejście                                         | SSA Prokom Arka                      |
| 1                                            | 2                  | 3                  | 4                  | O                  | 2001/02      | II Liga             | 11(18)       | 48           | 39:41        | 10/18/10            |                                                 | SSA Prokom Arka                      |
| 1                                            | 2                  | 3                  | 4                  | O                  | 2002/03      | II Liga             | 7(18)        | 47           | 38:34        | 12/11/11            |                                                 | SSA Prokom Arka                      |
| 1                                            | 2                  | 3                  | 4                  | O                  | 2003/04      | II Liga             | 13(18)       | 29           | 25:37        | 5/14/11             | Baraże o utrzymanie                             | SSA Prokom Arka                      |
| 1                                            | 2                  | 3                  | 4                  | O                  | 2004/05      | II Liga             | 3(18)        | 64           | 44:23        | 18/10/6             | Wejście                                         | SSA Prokom Arka                      |
| 1                                            | 2                  | 3                  | 4                  | O                  | 2005/06      | I Liga              | 14(16)       | 27           | 21:33        | 4/15/11             | Baraże o utrzymanie                             | SSA Prokom Arka                      |
| 1                                            | 2                  | 3                  | 4                  | O                  | 2006/07      | I Liga              | 11(16)       | 40           | 43:39        | 10/10/10            | Karny spadek                                    | SSA Prokom Arka                      |
| 1                                            | 2                  | 3                  | 4                  | O                  | 2007/08      | II Liga             | 4(18)        | 62           | 61:30        | 19/10/5             | Kara -5pkt. · Reorganizacja ligi po sezonie.    | MZKS Arka                            |
| E                                            | 1                  | 2                  | 3                  | 4                  | 2008/09      | Ekstraklasa         | 13(16)       | 30           | 27:39        | 7/9/14              |                                                 | MZKS Arka                            |
| E                                            | 1                  | 2                  | 3                  | 4                  | 2009/10      | Ekstraklasa         | 14(16)       | 28           | 28:39        | 7/7/16              |                                                 | MZKS Arka                            |
| E                                            | 1                  | 2                  | 3                  | 4                  | 2010/11      | Ekstraklasa         | 15(16)       | 28           | 22:43        | 6/10/14             | Zejście                                         | MZKS Arka                            |
| E                                            | 1                  | 2                  | 3                  | 4                  | 2011/12      | I Liga              | 7(18)        | 51           | 50:41        | 13/12/9             |                                                 | MZKS Arka                            |
| E                                            | 1                  | 2                  | 3                  | 4                  | 2012/13      | I Liga              | 5(18)        | 57           | 46:29        | 17/6/11             |                                                 | MZKS Arka                            |
| E                                            | 1                  | 2                  | 3                  | 4                  | 2013/14      | I Liga              | 4(18)        | 54           | 53:40        | 15/9/10             |                                                 | MZKS Arka                            |
| E                                            | 1                  | 2                  | 3                  | 4                  | 2014/15      | I Liga              | 10(18)       | 43           | 38:39        | 10/13/11            |                                                 | MZKS Arka                            |
| E                                            | 1                  | 2                  | 3                  | 4                  | 2015/16      | I Liga              | 1(18)        | 69           | 60:29        | 19/12/3             | Wejście                                         | MZKS Arka                            |
| E                                            | 1                  | 2                  | 3                  | 4                  | 2016/17      | Ekstraklasa37       | 13(16)       | 24           | 44:60        | 10/9/18             | Puchar Polski Superpuchar                       | MZKS Arka                            |
| E                                            | 1                  | 2                  | 3                  | 4                  | 2017/18      | Ekstraklasa37       | 12(16)       | 43           | 46:48        | 11/10/16            | Superpuchar                                     | MZKS Arka                            |
| E                                            | 1                  | 2                  | 3                  | 4                  | 2018/19      | Ekstraklasa37       | 13(16)       | 42           | 49:51        | 10/12/15            |                                                 | MZKS Arka                            |
| E                                            | 1                  | 2                  | 3                  | 4                  | 2019/20      | Ekstraklasa37       | 14(16)       | 40           | 39:57        | 10/10/17            | Zejście                                         | MZKS Arka                            |
| E                                            | 1                  | 2                  | 3                  | 4                  | 2020/21      | I Liga              | 4(18)        | 60           | 51:32        | 17/9/8              | [ 35 ]                                          | MZKS Arka                            |
| E                                            | 1                  | 2                  | 3                  | 4                  | 2021/22      | I Liga              | 3(18)        | 61           | 62:39        | 19/4/11             | [ 36 ]                                          | MZKS Arka                            |
| E                                            | 1                  | 2                  | 3                  | 4                  | 2022/23      | I Liga              | 7(18)        | 48           | 51:32        | 14/14/5             |                                                 | MZKS Arka                            |
| E                                            | 1                  | 2                  | 3                  | 4                  | 2023/24      | I Liga              | 3(18)        | 62           | 52:34        | 18/8/8              | [ 37 ]                                          | MZKS Arka                            |
| E                                            | 1                  | 2                  | 3                  | 4                  | 2024/25      | I Liga              | 1(18)        | 72           | 63:24        | 21/9/4              | Wejście                                         | MZKS Arka                            |

## Trenerzy
Na podstawie.
- Ferdynand Fritsch (1950)
- Herman May (1953)
- Czesław Bartolik (1954–1955)
- Tadeusz Foryś (1956)
- Jan Gazur (1957–1958)
- Edward Kołpa (1959)
- Roman Sawecki (1960)
- Henryk Serafin (1961)
- Piotr Nierychło (1962)
- Stanisław Malon (1962–1963)
- Józef Barbachen (1963–1964)
- Edward Brzozowski (1964–1965)
- Grzegorz Polakow (1965–1971)
- Jerzy Słaboszowski (1971–1975)
- Stefan Żywotko (1975–1976)
- Konrad Araucz (1976–1977)
- Janusz Pekowski (1977)
- Jerzy Steckiw (1977–1979)
- Czesław Boguszewicz (1979–1980)
- Stanisław Stachura (1980–1981)
- Grzegorz Polakow (1981–198x)
- Zbigniew Strzelecki (198x–198x)
- Konrad Araucz (198x–198x)
- Zbigniew Strzelecki (198x–198x)
- Andrzej Trywiański (198x–198x)
- Janusz Inżyński (198x–198x)
- Adam Adamus (198x–198x)
- Krzysztof Szkoda (198x–198x)
- Andrzej Bikiewicz (198x–1987)
- Jerzy Jastrzębowski (1987–1989)
- Andrzej Bikiewicz (1989–1990?)
- Mieczysław Rajski (1990?–1991)
- Jacek Dziubiński (1991–1993)
- Ryszard Lipiński (1993)
- Stanisław Stachura (1993)
- Jacek Dziubiński (1993?–1994?)
- Grzegorz Witt (1994–1995)
- Grzegorz Polakow (1994–1995)
- Grzegorz Witt (1994–1995)
- Jacek Dziubiński (1995?)
- Marian Geszke (1995)
- Ryszard Lipiński (1995–1996)
- Jacek Dziubiński (1995–1996)
- Jarosław Kotas (1996–1997)
- Andrzej Bussler (1996–1998)
- Jacek Dziubiński (1998–1999)
- Wojciech Niedźwiedzki (1998–1999)
- Stanisław Stachura (1999–2000)

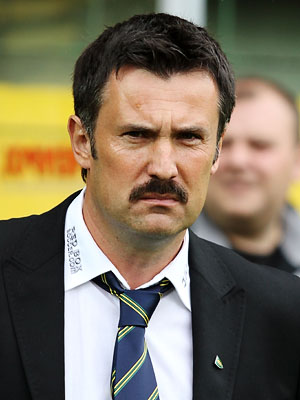
Wojciech Stawowy – trener klubu w latach 2006–2007

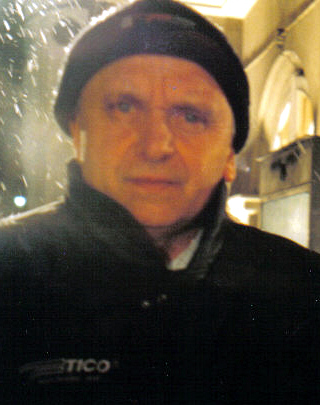
Bogusław Kaczmarek – trener klubu w 2008

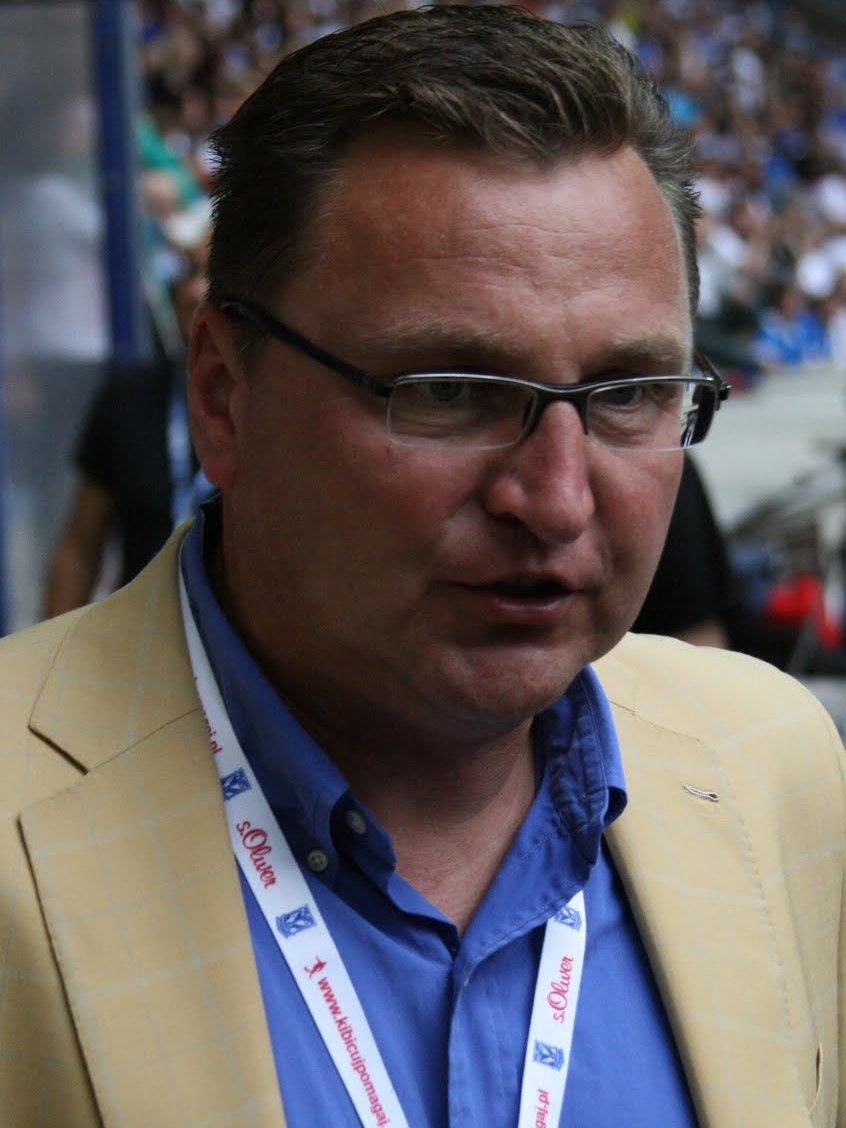
Czesław Michniewicz – trener klubu w latach 2008–2009

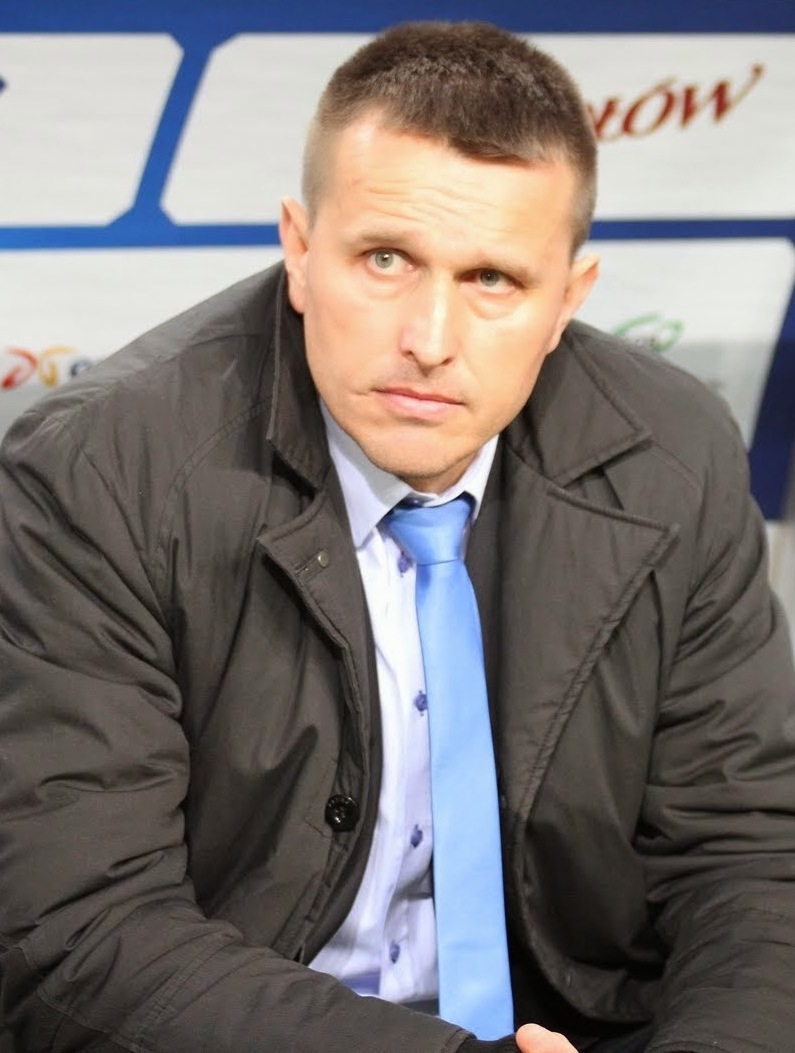
Leszek Ojrzyński – trener klubu w latach 2017–2018

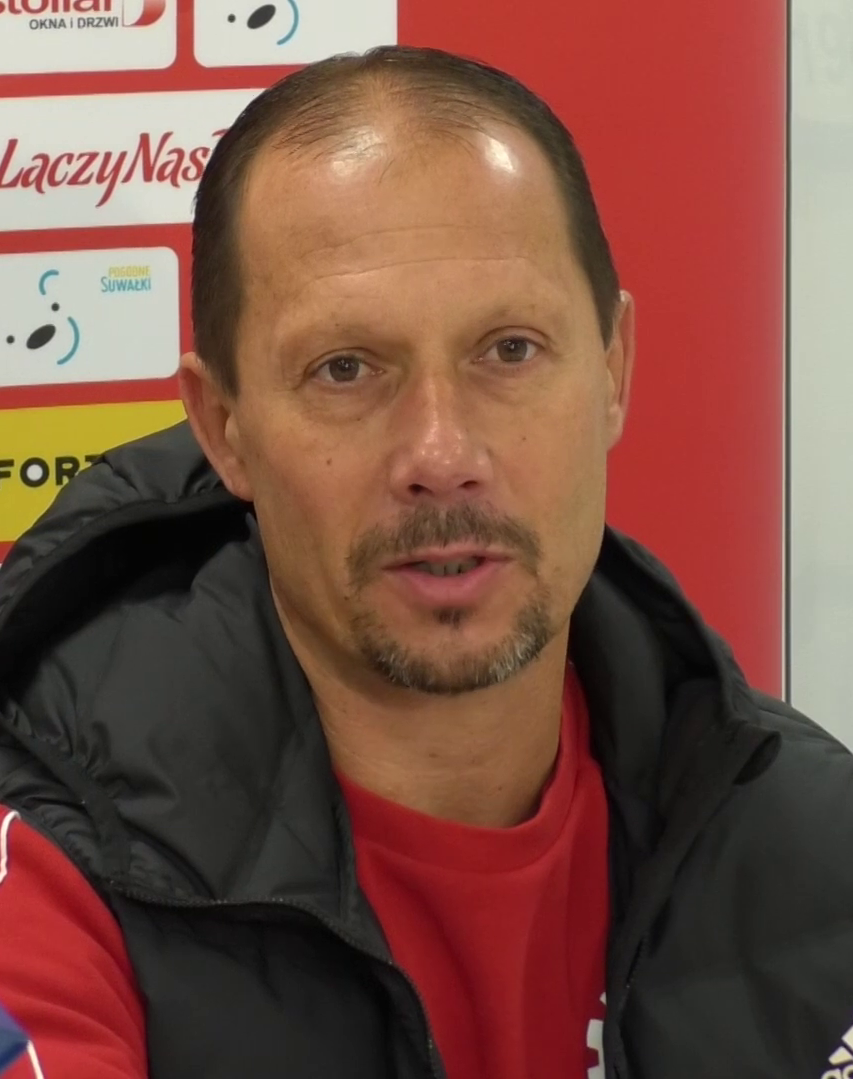
Dariusz Marzec – trener klubu w latach 2020–2021

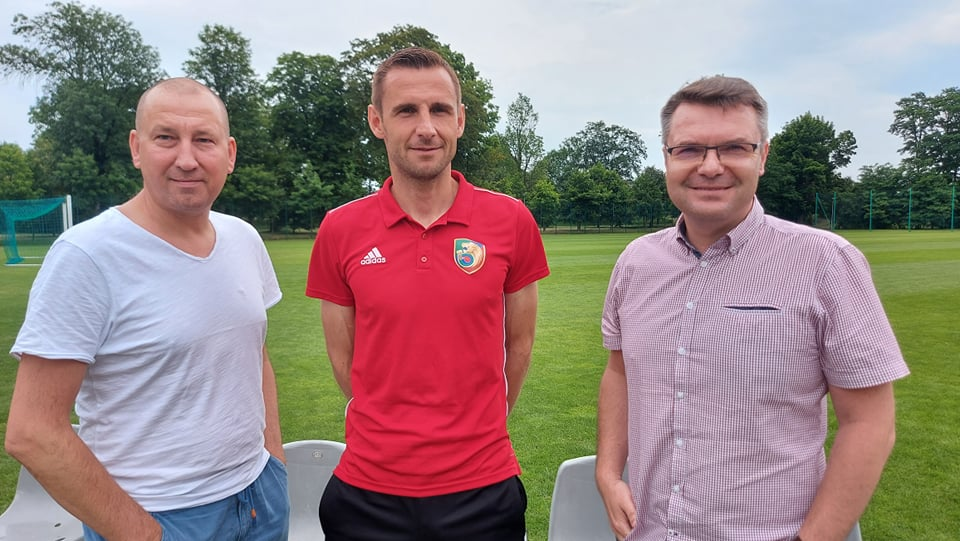
Wojciech Łobodziński (w środku) – trener klubu w latach 2023-2024

- Mieczysław Gierszewski (2000–2001)
- Wiesław Pisarski (2001)
- Marek Kusto (2001–2003)
- Mieczysław Rajski (2003–2004)
- Piotr Mandrysz (2003–2004)
- Wojciech Wąsikiewicz (2003–2004)
- Mirosław Dragan (2004–2005)
- Wojciech Wąsikiewicz (2005–2006)
- Zbigniew Kaczmarek (2006)
- Wojciech Stawowy (2006–2007)
- Robert Jończyk (2007–2008)
- Bogusław Kaczmarek (2008)
- Czesław Michniewicz (2008–2009)
- Marek Chojnacki (2009)
- Dariusz Pasieka (2009–2011)
- František Straka (2011)
- Petr Němec (2011–2012)
- Paweł Sikora (2012–2014)
- Piotr Rzepka (2014)
- Dariusz Dźwigała (2014)
- Grzegorz Niciński (2014–2017)
- Leszek Ojrzyński (2017–2018)
- Zbigniew Smółka (2018–2019)
- Jacek Zieliński (2019)
- Aleksandar Rogić (2019–2020)
- Krzysztof Sobieraj (2020)
- Ireneusz Mamrot (2020)
- Dariusz Marzec (2020–2021)
- Ryszard Tarasiewicz (2021–2022)
- Hermes (2022–2023)
- Ryszard Wieczorek (2023)
- Wojciech Łobodziński (2023-2024)
- Tomasz Grzegorczyk (tymczasowo) (2024)
- Dawid Szwarga (2024-obecnie)

## Stadion
Stadion przy ul. Ejsmonda 1

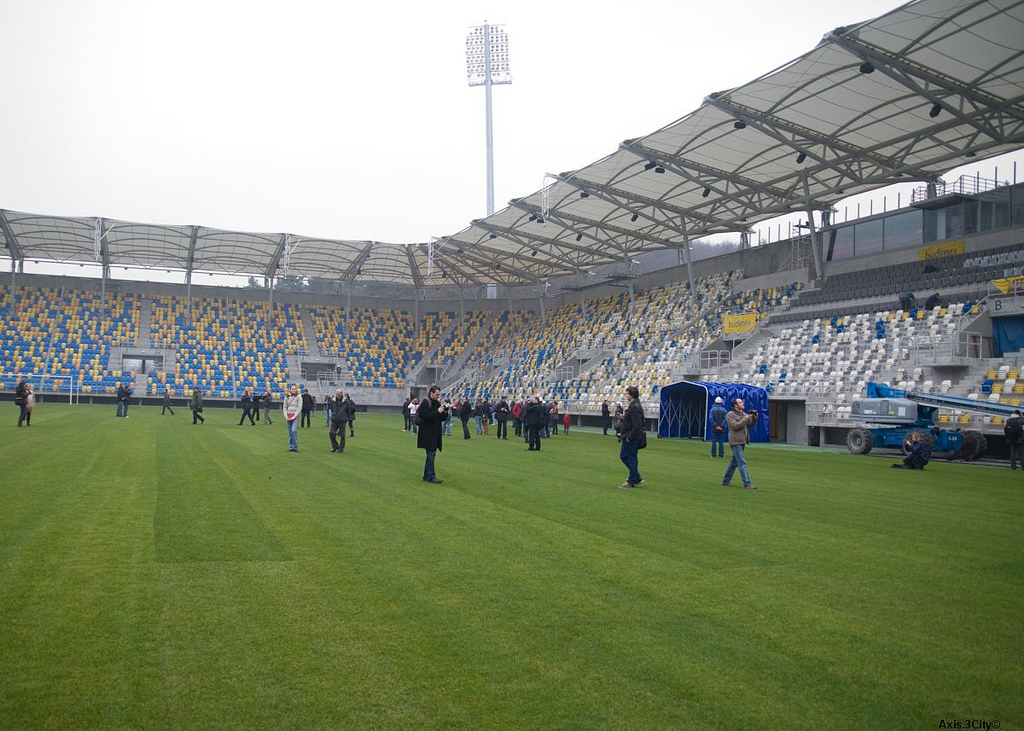
Stadion Miejski w Gdyni

Niegdyś Arka Gdynia swoje mecze rozgrywała na stadionie przy ul. Ejsmonda 1, historycznym obiekcie gdzie rodził się klub i przeżywał swoje pierwsze wzloty i upadki. To również tam padały rekordy frekwencji sięgające 20-30 tysięcy osób. W sercach kibiców szczególne miejsce ma sławna „Górka”, na której od kilku lat organizowane są spotkania międzypokoleniowe, które mają przybliżać młodszym kibicom historię klubu.
Stadion przy ul. Olimpijskiej 5
Od 2000 roku swoje mecze żółto-niebiescy nieprzerwanie rozgrywają na stadionie miejskim w Gdyni przy ul. Olimpijskiej 5/9. Niegdyś mieścił on 12 000 widzów, lecz po całkowitej przebudowie w latach 2009–2010 stał się nowoczesnym obiektem spełniającym kryteria UEFA *** i mieszczącym 15 139 widzów. Najzagorzalsi kibice mogą zasiadać na symbolicznie nazwanej trybunie „Górka”.

## Historia strojów
|  | 2007 | 2008 | 2009 | 2010 | 2011 | 2012 | 2013 | 2014-2015 | 2016 |  |

|  | 2017 | 2018 | 2019 | 2020 | 2021 | 2022 | 2023 | 2024 |  |

## Arka II Gdynia
Zespół rezerw Arki od sezonu 2024/2025 będzie występować w rozgrywkach klasy okręgowej.

### Sezon po sezonie
Ostatnia aktualizacja przed sezonem 2024/2025.
| Sezon                       | Rozgrywki                        | Miejsce |
| --------------------------- | -------------------------------- | ------- |
| 1978/1979                   | III liga (grupa I)               | 8       |
| 1979/1980                   | III liga (grupa I)               | 13      |
| brak danych z lat 1980-2001 |                                  |         |
| 2001/2002                   | Klasa A (grupa gdańska I)        | 12      |
| 2002/2003                   | Klasa A (grupa gdańska I)        | 1       |
| 2003/2004                   | Klasa okręgowa (grupa gdańska I) | 1       |
| 2004/2005                   | IV liga (grupa pomorska)         | 9       |
| 2005/2006                   | IV liga (grupa pomorska)         | 11      |
| 2006/2007                   | IV liga (grupa pomorska)         | 7       |
| 2007/2008                   | IV liga (grupa pomorska)         | 15      |
| 2011/2012                   | IV liga (grupa pomorska)         | 1       |
| 2012/2013                   | III liga (grupa I)               | 8       |
| 2013/2014                   | III liga (grupa I)               | 9       |
| 2014/2015                   | III liga (grupa I)               | 11      |
| 2015/2016                   | III liga (grupa I)               | 11      |
| 2016/2017                   | IV liga (grupa pomorska)         | 6       |
| 2017/2018                   | IV liga (grupa pomorska)         | 7       |
| 2018/2019                   | IV liga (grupa pomorska)         | 6       |
| 2019/2020                   | IV liga (grupa pomorska)         | 2       |
| 2020/2021                   | IV liga (grupa pomorska)         | 14      |
| 2021/2022                   | IV liga (grupa pomorska)         | 10      |
| 2022/2023                   | IV liga (grupa pomorska)         | 7       |
| 2023/2024                   | IV liga (grupa pomorska)         | 15      |
| 2024/2025                   | Klasa okręgowa (grupa gdańska I) |         |